# Volta a la Corunya
La Volta a la Corunya (en gallec Volta á Coruña) és una cursa ciclista per etapes que es disputa a la província de la Corunya (Galícia). Té categoria amateur i està organitzada per la Diputació de la Corunya.
El 2015 va celebrar la 14a edició.

## Palmarès
| Any  | Guanyador               | Segon                   | Tercer                  |
| ---- | ----------------------- | ----------------------- | ----------------------- |
| 2002 | José Miguel Elías       |                         |                         |
| 2003 | Sergio Domínguez        | Juan Antonio Pastor     | Gerardo D. García       |
| 2004 | Gerardo D. García       | Juan Antonio Pastor     | Gustavo Rodríguez       |
| 2005 | Luis Fernández Oliveira | Gustavo Rodríguez       | Diego Gallego           |
| 2006 | Luis Amarán             | Carlos Oyarzún          | Eduardo González        |
| 2007 | Alejandro Paleo         | Mikel Nieve             | Carlos Oyarzún          |
| 2008 | Pedro Palou             | Luis Maldonado          | David Gutiérrez         |
| 2009 | José Vicente Toribio    | José Antonio Cerezo     | Enrique Salgueiro       |
| 2010 | Pablo Torres Muiño      | Antonio Olmo Menacho    | Jon Gárate              |
| 2011 | Kirill Sveshnikov       | José David Martínez     | Raúl García de Mateos   |
| 2012 | Ángel Vallejo           | Jorge Martín Montenegro | David Francisco Delgado |
| 2013 | José de Segovia         | Alberto Gallego         | Raúl García de Mateos   |
| 2014 | José de Segovia         | Pedro Merino            | Alberto Gallego         |
| 2015 | Pedro Merino            | Fernando Barceló        | Mikel Iturría           |
| 2016 | Oleksandr Sheydyk       | José Manuel Gutiérrez   | Antonio Angulo          |
| 2017 | Martín Lestido          | Adrián Trujillo         | Aydar Zakarin           |